# Athetis ignava
Athetis ignava är en fjärilsart som beskrevs av Achille Guenée 1852. Athetis ignava ingår i släktet Athetis och familjen nattflyn. Inga underarter finns listade i Catalogue of Life.

## Bildgalleri

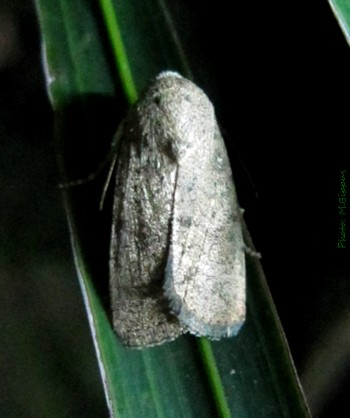